# Снајпериста (филм из 2014)
Снајпериста (енгл. American Sniper) је амерички биографско ратни филм из 2014. године редитеља Клинта Иствуда, а по сценарију Џејсона Хола на основу књиге Амерички снајпериста: Аутобиографија најсмртоноснијег снајперисте у америчкој војној историји (2012) аутора Криса Кајла, Скота Макјуена и Џима Дефелиса. Продуценти филма су Клинт Иствуд, Роберт Лоренз, Ендру Лазар, Бредли Купер и Питер Морган. Музику је компоновао Џозеф Дебјази.
Насловну улогу тумачи Бредли Купер као снајпериста Крис Кајл, док су у осталим улогама Сијена Милер, Лук Грајмс, Кајл Галнер, Сем Џегер, Џејк Макдорман и Кори Хардрикт. Светска премијера филма је била одржана 25. децембра 2014. у Сједињеним Америчким Државама.
Буџет филма је износио 59 000 000 долара а зарада од филма је 547 400 000 долара.
Филм је добио шест номинација за награду Оскар укључујући награде за најбољи филм, најбољег глумца у главној улози (Бредли Купер), најбољи адаптирани сценарио (Џејсон Хол), најбољу монтажу (Џоел Кокс и Гари Ди Роуч), најбољу монтажу звука и најбоље миксање звука. Освојио је Оскара за најбољу монтажу звука.

## Радња
Филм прати живот Криса Кајла (Бредли Купер), који је постао најсмртоноснији стрелац у америчкој војној историји са 255 убистава из четири туре у рат у Ираку, од којих је 160 званично потврдило Министарство одбране Сједињених Америчких Држава. Послат у Ирак како би штитио своје саборце, Крис Кајл ускоро је добио надимак Легенда, а постао је надалеко познат и са непријатељске стране, па му је уцењена глава. Упркос животној опасности и породици, која је стрепела код куће, Крис је одрадио четири мисије у Ираку следећи мото америчких маринаца "не остављај ни једног човека иза себе". Али након што се вратио кући, својој супрузи Таји (Сијена Милер) и деци, Крис је схватио да се ради о рату у коме не може да победи.

## Улоге
| Глумац         | Улога            |
| -------------- | ---------------- |
| Бредли Купер   | Крис Кајл        |
| Сијена Милер   | Таја Кајл        |
| Макс Чарлс     | Колтон Кајл      |
| Лук Грајмс     | Марк Ли          |
| Кајл Галнер    | Винстон          |
| Сем Џегер      | наредник Мартенс |
| Џејк Макдорман | Рајан Џоб        |
| Кори Хардрикт  | Дендриџ          |